# تایرا نو توموموری
تایرا نو توموموری (به ژاپنی: 平 知盛 Taira no Tomomori);( ۱ ژانویهٔ ۱۱۵۲ – ۲۵ آوریل ۱۱۸۵) یک سامورایی و از فرماندهان خاندان تایرا در جنگ گنپی از اهالی ژاپن بود.

## نگارخانه

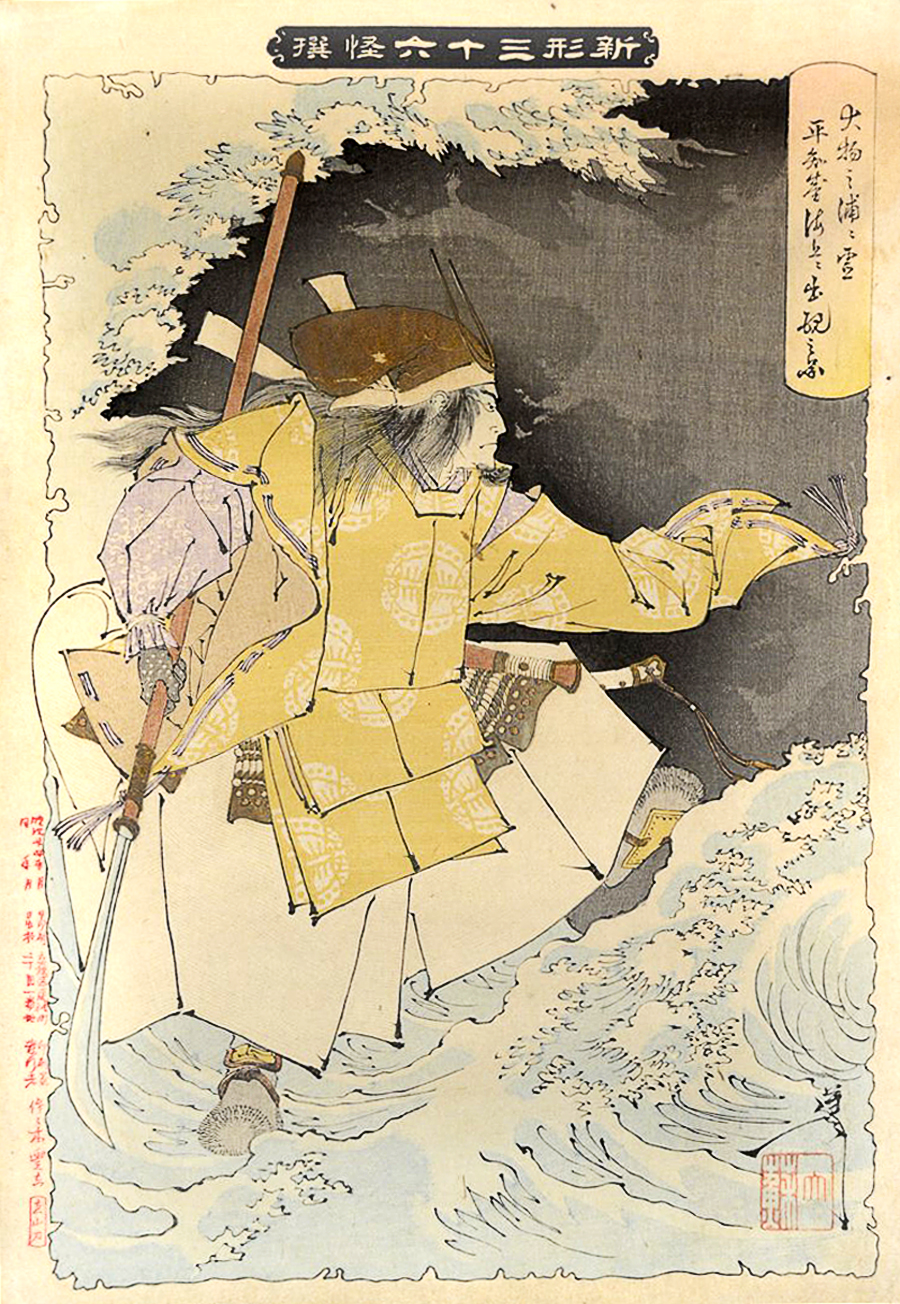